# 清瀧寺 (守谷市)
清瀧寺（せいりゅうじ）は、茨城県守谷市にある天台宗の寺院。本尊は阿弥陀如来。山号を雲光山、院号を華蔵院、寺名を清瀧寺という。雲光山は「雲が光を放つ不思議な山」、華蔵院は「草花が四季を通じて華やかな寺院」、清瀧寺は「仏法の守護龍・清龍権現善女竜王」にそれぞれ由来する。

## 歴史
清瀧寺に伝わる「清瀧権現縁起」(江戸時代に同寺の寺伝をまとめた文書)によると、同寺は、平安時代の807年創建とされ、江戸時代の1637年に祐海大僧都が中興開山し、その後、1772年から1787年にかけて、同寺の天順・尋海・瞬海たち歴代住職によって伽藍が整備されたとされる。なお、現在の伽藍については、明治時代の廣盾上人の再中興によって整備されたものである。
現在の本堂については、1772年から1780年に当時天台宗の有力寺院であった江戸寛永寺から許可を得た上で改修されたと伝わり、客殿については、1711年に建立されたものを2002年に再建したものである。

## 安置仏

### 本尊
- 阿弥陀如来立像 - 本尊は阿弥陀如来立像である。幾度もの火災を逃れたことから「火除けの阿弥陀」とされ、また、「家内安全」の霊験があるとされる。脇侍は、観世音菩薩及び大勢至菩薩である。本尊・脇侍共に秘仏であり、年に4回(大晦日及び三が日、春分の日、迎え盆から送り盆、秋分の日)に御開帳となる。

### 別格尊
- 清瀧薬師尊 - 清龍寺の鎮守尊である薬師如来である。秘仏であり、社会で深刻な疫病が流行した場合において御開帳される。清瀧寺が所在する茨城県守谷市の地名「薬師台」の由来となった仏尊である。
- 延命地蔵大菩薩 - 「半跏踏み下げ」という独特な様相であり、「延命長寿・子宝安産・交通安全」の御利益があるとされる。なお、延命地蔵大菩薩の他、清龍寺境内には、六地蔵尊と水かけ地蔵が祀られている。
- 大鷺妙見尊 - 「大鷺不動尊」「大鷺大明神」とも称され、「開運厄除け・商売繁盛」の神として祀られている。清瀧寺に保管される「大鷺妙見尊縁起」によると、江戸時代に同寺境内で開かれていた酉の市の本尊であった。
- 龍神不動明王 - 倶利伽羅竜王が巻き付く龍神剣を持つ珍しい様相の不動明王である。「厄除け開運・心願成就」の後利益があるとされる。

## 文化財
- 猫入り涅槃図　江戸時代 - 涅槃図は全国で様々な作例があるところ、清瀧寺の涅槃図においては、全国的に珍しい猫が描かれており、また、通常最後尾に描かれる阿修羅が最前列に描かれている等の特徴が見られる。
- 熊野観心十界曼荼羅　年代不詳 - 熊野地方で作られた曼荼羅であり、関東で発見された５点のうちの1つであり、幻の曼荼羅とも呼ばれている。
- 十六善神図　1804年 - 清瀧寺に伝わる大般若経約600巻を基に、江戸時代の同寺で行われていた大般若転読会における本尊とされる。
- 山号額「雲光山」1764年 - 第11回朝鮮通信使の画員である金有声(画号は西岩)の作とされる。